# ریزالکترونیک
ریزالکترونیک (به انگلیسی: Microelectronics) زیر مجموعه‌ای از الکترونیک است. همان‌طور که از نامش پیدا است به پژوهش و تولید و طراحی قطعات ریز الکترونیکی مربوط می‌شود. به‌طور کلی مقیاس مورد نظر میکرون است. این افزاره‌ها معمولاً از نیم‌رسانا ساخته می‌شوند و بسیاری از طراحی‌های الکترونیکی معمولی در ریزالکترونیک در دسترس هستند. این شامل ترانزیستور، خازن، القاگر، مقاومت الکتریکی، دیود و عایق الکتریکی، رسانای الکتریکی می‌شود که می‌توانند در ریزالکترونیک پیدا شوند.